# جگوار مارک ایکس

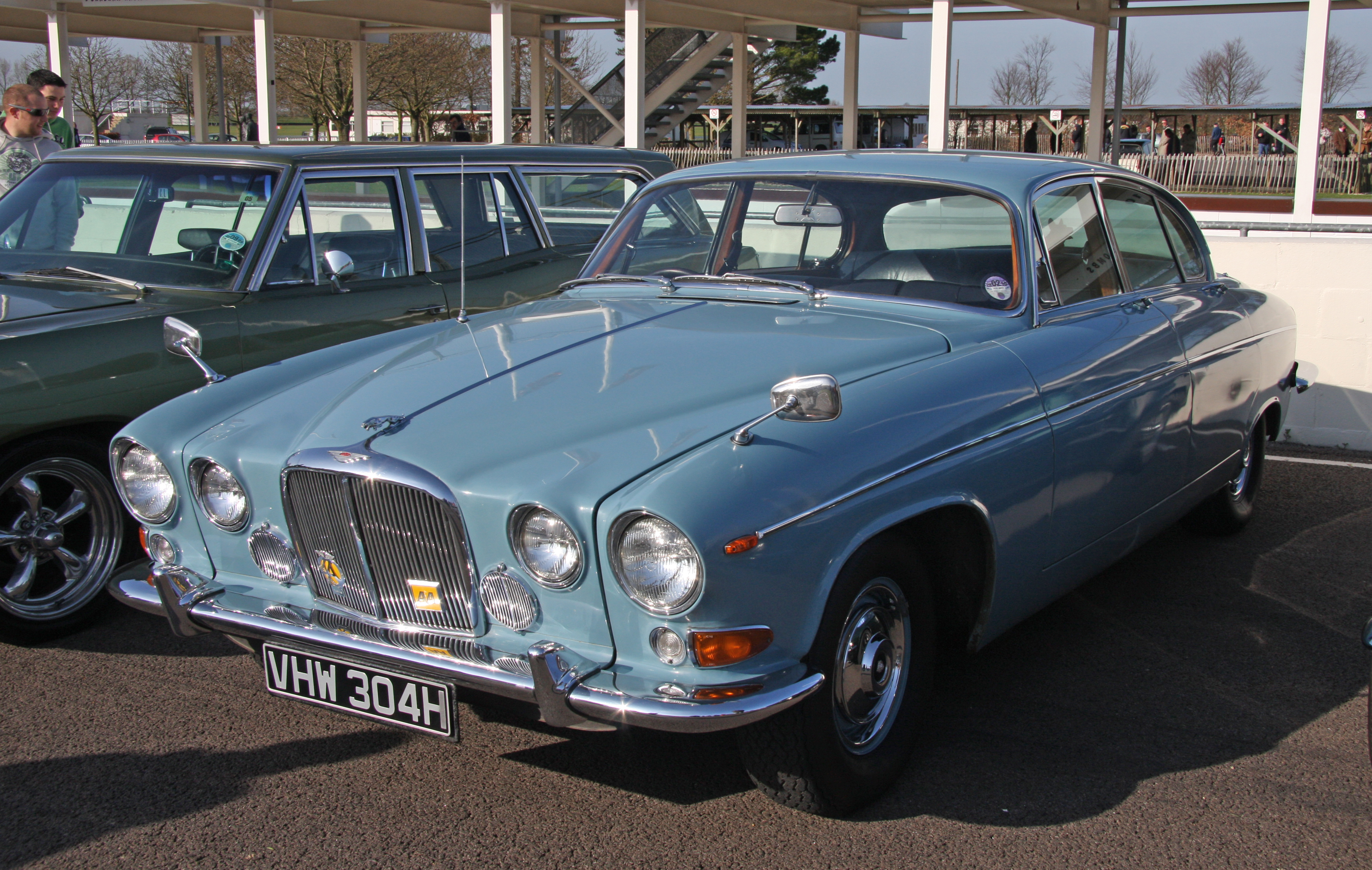

جگوار مارک ایکس (Jaguar Mark X) خودرویی است که در سال‌های ۱۹۶۱–۱۹۷۰۱۳،۳۸۲ ۳.۸ Litre
۵،۱۳۷ ۴.۲ Litre
۵،۷۶۳ ۴۲۰Gدر کاونتری و انگلند تولید شده‌است. طراحی آن خودروهای موتور جلو-محور عقب بوده طول آن در حالت طبیعی ۲۰۲ اینچ (۵٬۱۰۰ میلیمتر) و ارتفاع آن در حالت طبیعی ۵۴٫۵ اینچ (۱٬۳۸۰ میلیمتر) است. 